# Klampokarum
Klampokarum is een bestuurslaag in het regentschap Lumajang van de provincie Oost-Java, Indonesië. Klampokarum telt 1377 inwoners (volkstelling 2010).